# 源みいな
源 みいな（みなもと みいな、1992年7月19日 - ）は日本の元AV女優、元グラビアアイドル。

## 経歴
東京都出身。初体験は14歳の時に高校生の彼氏と池袋のラブホテルで行った。
2011年2月24日発売の「ハックツ美少女 Revolution」で着エロデビュー、同年7月1日からエスワンの宣伝部長として、体当たりレポートを行っていたが、9月16日に退任を発表、10月7日、エスワンからAVデビューした。
恵比寿マスカッツの6期生メンバーでもあったが、AVデビュー直前の9月に脱退した。
双葉文庫の官能小説『おまたせ生娘』を実写化した作品に出演している。

## 出演作品

### イメージビデオ
- ハックツ美少女 Revolution（2011年2月24日、グラッツコーポレーション）
- ギリグラ!! 秘宝館（2011年4月14日、グラッツコーポレーション）
- ゲキ着! IDOL HEAVEN（2011年6月4日、グラマラスキャンディ）

### アダルトDVD
2011年
- 新人NO.1STYLE 現役アイドル AV了解!（10月7日、エスワン）
- 現役アイドル ものすごい顔射4時間（11月7日、エスワン）
- どろどろ 濃厚汁だくセックス（12月7日、エスワン）

2012年
- 20コス!（1月7日、エスワン）
- 即ズボ! ランプが光ったらどこでもセックス（2月7日、エスワン）
- 現役アイドル×女子校生 僕の頭の中で犯され続ける、人気絶頂女子校生アイドル（3月7日、エスワン）
- 交わる体液、濃密セックス（4月7日、エスワン）
- 就活生バス痴漢レイプ（5月7日、エスワン）
- 快感悶絶潮吹き（6月19日、エスワン）
- 31コーナー 日替わりオナニズム 源みいな（7月19日、エスワン）
- エスワンファン感謝祭 源みいな×素人 貴男のお宅でおヌキします。（8月19日、エスワン）
- 双葉文庫×エスワン おまたせ◆生娘（9月19日、エスワン）
- 従順ペット候補生 #029（10月11日、プレステージ）
- kira☆kira BLACK GAL パイパン黒ギャル-童貞撲滅運動☆素人筆下ろし-（10月19日、kira☆kira）

2015年
- 帰省妻レズ調教（5月7日、ビビアン）共演：水野朝陽
- パイパン☆ギャル【源みいな】の直腸直撃S級ペニバン！（7月13日、M男パラダイス）
- 無理やりブラ男にされて犯された 男女逆転SEX（7月25日、MEGAMI）

## テレビ
- ランク王国 2011年9月4日
- おねだりマスカットDX!
- おとなの子守唄 2012年3月9日-3月30日